# グロリアスドーン
『グロリアスドーン』は、庄司卓による日本のライトノベル。イラストは四季童子が担当。HJ文庫（ホビージャパン）より2006年9月から2010年12月まで刊行された。ジャンルは作者曰く「スペースラブファンタジー」。

## あらすじ
「bioクラフト」と呼ばれる地球外生命体とのファーストコンタクトから20年。日本の平凡な高校生・大空広大がある日、目が覚めたら謎の美少女ティセが隣で眠っていた。ティセは「bioクラフト」の中でも強大な力を持つ貴族（パトリシャン）階層の一員だった。

## 登場人物

### 足立区の人々とbioクラフトたち
大空広大
日本人の高校生。ティセと契約し、bioパートナーとなる。意外と熱血漢であるが、広所恐怖症という宇宙船に乗るbioパートナーとしては致命的な弱点があり、眼鏡はそれを紛らわす為にかけている。小・中学時代には一時期、剣道をやっていた。10巻の初盤でUNbARガードの活動を開始し、中盤で二年生に進級した。
ティセ・グロリアスドーン
クィーン級bioクラフト「グロリアスドーン（壮麗なる黎明）」。審判の四姉妹、刃の次女。感情表現が下手で、その言葉も抑揚が無い。しかし感情が無いわけではなく、両手をぱたぱたさせることで感情を推し量ることも可能。地球ではUNbAR日本支部が用意した「栄黎子ティセ」という仮名を使っているが、ティセはこの仮名を気に入っていない。1巻の終盤でしょうぶ沼高校に編入し、10巻の中盤で二年生に進級した。11巻の終盤で雨の中、広海を引っ叩いて詰問するという謎の行動に出た。
高科恵子
広大の幼馴染の女の子。成り行きでアイシャのbioパートナーとなる。趣味はテレビゲーム全般で、言葉の端々にマニアックな単語が混じっている。10巻の初盤でUNbARガードの活動を開始し、中盤で二年生に進級し、その終盤では日本人とアメリカ人のハーフであることが判明した。11巻の終盤でアイシャとオネストホワールウィンドとの会話を聞いて飛び出していき、そのままアメリカへ行ってしまった模様。
アイシャ・ノーブルウィンド
ナイト級bioクラフト「ノーブルウィンド（高貴なる風）」。ホロン体（ホロニックボディ）は大和撫子のような容姿と性格をしている。学校に通うと言い出したティセをフォローするためにUNbARより派遣され、2巻の終盤でしょうぶ沼高校に編入しティセたちのクラスメートになった。地球では「貴風愛紗」という仮名を名乗っている。10巻の中盤で二年生に進級した。11巻の終盤で恵子に立ち去られてしまう。
上温湯静花
深窓の令嬢。ティルのbioパートナー。性格は物静かだが心の強いところと、思い込んだら一直線なところがある。桃ヶ枝学院中等部二年生だが、父の教育方針により登校は最低限しかしておらず、家庭教師による教育を受けている。10巻の中盤で三年生に進級したが、父親の意向で来年は桃ヶ枝学院高等部に進学する予定である。11巻の中盤で父の意向でティルや広大たちから引き離されてしまう。
ティル・アウグストダスク
クィーン級bioクラフト「アウグストダスク（荘厳なる夕暮）」。審判の四姉妹、意識の壁を砕く衝撃の三女。快活だが思慮が足りない性格をしている。地球ではbioパートナーである静花が考えた「葉月夕子ティル」という仮名を名乗っている。7巻の終盤に、桃ヶ枝学院中等部に編入し静花のクラスメートになり、10巻の中盤で三年生に進級した。11巻の中盤で静花と引き離されてしまう。
逢瀬桜子
名門私立校せんりょう台中学三年の凛とした性格の少女。ティオのbioパートナー。凄まじいほどの剣道の腕前を持つが、素行に問題ありとして公式戦には出ていない。10巻の初盤でUNbARガードの活動を開始し、中盤でしょうぶ沼高校に入学した。その後半には、内山田が（意図的に）喋った情報から祖父の仇である遠山則夫がアミークス残党と一緒にいることを知って、アミークス残党が戦っている銀河系に急いで向かい、遂に遠山と遭遇するが戦場の混乱によって逃げられてしまう。
ティオ・トランクルナイト
クィーン級bioクラフト「トランクルナイト（静謐なる宵闇）」。審判の四姉妹、収穫の四女。外見とは裏腹に肉体年齢11歳であるが、姉であるティセやティルよりも年上に見える。性格はひねくれていて天邪鬼だが、それでいて寂しがりやなところもある。後に、桜子によって「音無宵子ティオ」という仮名が名付けられた。10巻の中盤で、せんりょう台中学に入学した。
クイックストーン
ルーク級bioクラフト「クイックストーン（素早い石）」。何故か似非関西弁を喋るが、本人曰く「初めてのパートナーの口調が移った」とのこと。地球では「クリス早石」という仮名を名乗って、日系アメリカ人と偽ってコンビニでバイトをしている。
ラヴィー・スプレンディッドペンデュラム
bioクラフトの「姫」を自称する少女。ヴァッチとヴィッスというポーン級bioクラフト2体を従えるも、本当にラヴィーがbioクラフトなのかは長らく不明だった。性格は「姫」を自称するだけあって高飛車だが、おっちょこちょいなところもある。広大に興味を持ち、広大と契約したがっている一方、ティセとは馬が合わない。しかし、ティセがbioクラフトであることや広大がそのbioパートナーであることは9巻まで知らなかった。
長らく短編にしか登場していなかったが、9巻にて本編に登場し、ラヴィーが実はbioクラフトではなく人間で、ペンデュラム財団の先代代表夫妻の子供であることが判明した。その後半には、サスペンデッドレインやハンドレッドワンアーキペラゴによって唆され、ティセや広大が隠していた真相を知らされたことによる怒りと哀しみもあって、ハンドレッドワンアーキペラゴが発見したブランクのbioクラフトのホロン体として認識させられる。認識された当初はラヴィー自身の髪の色が珊瑚色から漆黒に変わり、形態もチェーンソーの付いたメリグナントクラフトのような形態となり、これをラヴィーは「ゴージャスメダリオン」と命名した。サテライトも先端が扇形となり、メリグナントクラフトの残骸を操る能力を持っていたが、広大とティセの説得に心を動かされ、同時にドリルが五本の形態「スプレンディッドペンデュラム」へと変形し、髪の色も元の漆黒に戻って、サテライトの先端も扇形から五本のドリルへと変化した。9巻の終盤で、しょうぶ沼高校への編入が認められ広大たちのクラスメートになった。どうやらラヴィーのbioクラフトは二重契約が可能で、UNbARはNeoクラフトという名称を用意しているとのことで、契約なしでも戦闘モードを展開できるが、広大との契約を未だ狙っている。10巻の中盤で二年生に進級した。
ヴァッチ・シンクレイ
ヴィッスと共にラヴィーに付き従うポーン級bioクラフト「シンクレイ」。服装は黒服で、体格は痩身だがガリガリではなく軽量級ボクシング選手のように鍛えられた肉体をしている。長らく短編にしか登場していなかったが、9巻にて本編に登場した。
ヴィッス・シックロック
ヴァッチと共にラヴィーに付き従うポーン級bioクラフト「シックロック」。服装は黒服で、体格は太めだが肥満体ではなく重量級の柔道選手のように鍛えられた肉体をしている。長らく短編にしか登場していなかったが、9巻にて本編に登場した。
ヴィーア・ラッキースプリングス
ラヴィーに仕えているルーク級bioクラフト「ラッキースプリングス」。服装はメイドで、生粋のギャンブラー。勝負事になると目の色が変わる。ラヴィーの邸宅が完成した後に、ラヴィーたちと合流した。長らく短編にしか登場していなかったが、9巻にて本編に登場しオードリーと契約していることが明かされた。また、ラッキースプリングスはナンバリングタイプではないが、本来は他のbioクラフトを清掃・整備するのが目的で、そのための装備であるクリーナーモードが特別に備わっており、9巻後半で展開された。
大空広海
広大の母親。出版社で翻訳関係の仕事をしている。消息不明となった夫・大空大地はbioクラフトと契約して宇宙に旅立っていったと考えており、息子である広大にティセと契約して捜しに行くよう促したこともあった。しかし、夫であるはずの大空大地から警戒されているなど、不審な点がある。11巻の終盤で雨の中、ティセに引っ叩かれて詰問された後に妖しげな笑みを浮かべる。

### UNbARの人々とbioクラフトたち
内山田王司
ティセと広大をフォローするためにアイシャと同時に派遣された、UNbAR日本支部の職員。表向きはしょうぶ沼高校一年C組の担任で、通称＆自称「王子さま先生」。有能だが、わざわざネタのためだけに「コンダラ」を用意したりする変人の一面もある。以前から怪しげな様子が見られたが、9巻の終盤でサスペンデッドレインとしょうぶ沼高校の中で密談するなど、不審な動きを見せ始めた。10巻の後半では量子ブラインドを展開していたサスペンデッドレインとの会話をアンリに録音されてしまい、アンリやノワに捕らえられそうになるが、そこで自身がサスペンデッドレインのbioパートナーであることを明かし、出現させたサテライトで部屋の照明を潰して暗闇になった一瞬の隙を突いて逃亡した。11巻の終盤で面会した大空大地から広大の母親の名前が七海であることを聞かされ驚愕する。
アンリ・ウー
UNbARフランス支部に所属しているbioパートナー。いつも棒付きキャンディー（ロリポップ）を持っている、棒術の使い手。頭に血が上ると、冷静な判断力が無くなる一面がある。10巻の中盤でしょうぶ沼高校の臨時講師として着任した。その後、アーネチカの指示で内山田を密かに監視して遂に証拠を掴み、ノワと共に内山田を捕らえようとするが失敗した。11巻の後半でステディレクブレイションを失い、悲しみに沈む。
ビュート・ステディレクブレイション
アンリと契約しているビショップ級bioクラフト「ステディレクブレイション（たゆまぬ研鑽）」。性格は寡黙で、自分から話しかけることは少ない。短気な性格のアンリをいつも心配している。11巻の後半でサウザンドメイズィズに敗れて破壊された。
アーネチカ・シギイワート
UNbARの天才科学者である14歳の少女で、ヒュージンのbioパートナー。自称は「あーちゃん司令」。かなりの特撮オタクで、雑誌「ホビージャパン」の昭和末期に掲載された内容にも明るい。まさに「紙一重」であるが、地球人類では最もbioクラフトの持つ科学技術を理解している人物でもある。
ヒュージン・イレブンスコンシャス
アーネチカと契約しているビショップ級bioクラフト「イレブンスコンシャス（十一番目の良心）」。ホロン体の姿は、ずぼらで締まらない印象の長身の科学者。ナンバリングタイプの一体として、オーグメントクラフトなどを生産する「製造（ファクトリー）機能」を持っている。
ティラ・イモータルヌーン
クィーン級bioクラフト「イモータルヌーン（不滅なる正午）」。審判の四姉妹、導きの長女。UNbARの重要人物であり、地球人類と積極的な接触を図るbioクラフトたちの中で指導者的地位にある。ホロン体の外見は黒い長髪を持ち、東洋系の二十代前半から半ばの女性。7巻の終盤で妹たちを溺愛する一方で、それを指摘されると子供のように落ち込む一面が判明したが、同時に冷徹で狡猾な一面も持ち合わせている。何らかの理由から、妹たちには避けられている模様。10巻の終盤では自分の推測を確認する為に、メリグナントクラフトからの地球への遠距離攻撃を黙認した。
ジャクリーン・アウラ・ダキラ
UNbARの議長を務める老齢の女性で、イモータルヌーンとは数十年来の付き合いでもある。bioクラフトが公式接触するまでは、メガラニカ諸島共和国の国連大使でもあった。

### ペンデュラム財団の人々とbioクラフトたち
ヴァイン・インテリジェンスコンセプション
チェンバレンと契約しているビショップ級bioクラフト「インテリジェンスコンセプション（知的な構想）」。ホロン体の姿は、中世ヨーロッパ風の衣装を着たがっしりとした体格で黒い口髭をたくわえた男性。ラヴィーの義父であり、現在のペンデュラム財団の事実上の統括をしている。以前はラヴィーの実父と契約していたが、ラヴィーの実父が事故死した後はその遺志を継ぐために、例外的に高齢者であるチェンバレンと契約した。10巻でグランディッツァと決別し独自の路線を行くことをヴィーアたちに告げた。
フォアン・ハンドレッドワンアーキペラゴ
ビショップ級bioクラフト「ハンドレッドワンアーキペラゴ（一〇一の群島）」。ホロン体の姿は、ベレー帽を被った画家のようなスモックを身に着けた男性。ナンバリングタイプの一体であり、対メリグナントクラフトに特化した解析能力がある。その解析能力で何十億年もメリグナントクラフトの解析を続け、ついにブランクのbioクラフトを入手した。
9巻の後半で自身の目的の為にラヴィーを唆し目的を遂げようとしたが、広大たちに阻止され、逃亡しようとしたところをイモータルヌーンのヌーンソロによって破壊された。
フィーリオ・サスペンデッドレイン
ナイト級bioクラフト「サスペンデッドレイン（中断した雨）」。ホロン体の姿は、武人を思わせるいかめしい顔つきに立派な体格の男性。フィーリオのアペンディックス『パシュートアイズ（追跡する目）』は、大きなピンポン球ほどのガラスのような半透明の物質で出来た球体で、数万光年先にも映像を送ってくることが出来る。
ヴァインの命令でヴィーアが日本に来るまでラヴィーの監視をしており、ラヴィーの正体を暴こうとしたクイックストーンやティオを牽制したこともある。
9巻の後半でフォアンに協力してラヴィーを唆すなど謎の行動に出たが、終盤にはフォアンを見捨てて逃亡した。10巻の後半で内山田王司がbioパートナーであることが判明した。
オードリー・マシューズ
ヴィーアと契約しているbioパートナーで、ペンデュラム財団のメイド長を務めている老婦人。古風なメイド服に身を包んでいる。
ジョセフ・アーサー・チェンバレン
ヴァインと契約しているbioパートナーで、先々代の頃よりラヴィーの一族に仕えてきた執事。白人の品の良い老紳士で、ペンデュラム財団の経理・法務全般を担当している事実上の最高責任者でもある。

### その他
サイレントカレント
小さな眼鏡をかけた男性のホロン体のビショップ級bioクラフト。サウザンドメイズィズの協力者で、『審判の四姉妹』を仲違いさせる方向で暗躍していた。8巻でオネストホワールウィンドたちがサウザンドメイズィズと袂を別った後も、サウザンドメイズィズに協力し続けていた。しかし、11巻の終盤でサウザンドメイズィズたちと決別し、ティセたちと連絡を取った。
サウザンドメイズィズ
HELLOに加担していた、不適な笑みを浮かべる少年のホロン体のbioクラフト「サウザンドメイズィズ（千の迷路）」。7巻まで『アミークス』の一員としてHELLOに接触を行う担当者であった。薄ら笑いを浮かべて、様々な策謀を巡らせている。ナンバリングタイプの一体で、他のbioクラフトに単独起動処置を施す能力がある。11巻の後半で貴族（パトリシャン）形態となり、ステディレクブレイションを破壊した。
巻瀬みさき
4巻で広大たちが海水浴に来た際に泊まった旅館の女性従業員。その正体は、四百年前にイモータルヌーンの命令で地球人類がパートナー種族にふさわしいか調査する為に地球にやって来たポーン級bioクラフト「ペイシェントケープ（我慢強い岬）」で、日本のねじれ岬に降り立ったが、そこの住人たちと接するうちに愛着を抱き、そこから離れられなくなってしまった。以降は投身自殺を偽装して、定期的にねじれ岬に戻ることを繰り返している。なお地球人類に関する調査任務は、アイシャが後任として引き継いだ。
オネストホワールウィンド
真紅のナイト級bioクラフト「オネストホワールウィンド（正直な旋風）」。アイシャ・ノーブルウィンドとは人間で言えば『親戚』のような間柄である。以前はアミークスの一員としてサウザンドメイズィズに協力していたが、イモータルヌーンとHELLOのロング代表との会談後は、サウザンドメイズィズと袂を別った。その後、8巻でサウザンドメイズィズが刺客を送り込んできた際に同士たちを守る為に、大空大地と契約する。
グリーンデイブレイク
サウザンドメイズィズの協力者であるメリグナントクラフト「グリーンデイブレイク（緑の夜明け）」。上位のメリグナントクラフトで、月光三兄妹には『殿下』と呼ばれていた。通常のメリグナントクラフトから外れた行動を取る自分たちのことを、「転向者」と呼ばれるのを嫌って「復生者」と自称している。
ノワ・ルーナ
下位のメリグナントクラフトの三兄妹である『月光三兄妹』の長兄。髪を七三に分けている。誠実な性格であるが、弟クレケンスや妹プレーナ同様に地球人類の常識にはかなり疎い。以前は三兄妹でグリーンデイブレイクに仕えていたが、ティセたちとの戦闘中に三兄妹共に見放され、現在はクレケンスやプレーナと共にUNbAR日本支部に身を寄せている。10巻では、アンリと共に内山田王司を捕らえようとするが、内山田が自身のサテラウトで部屋の照明を潰して暗闇になった一瞬の隙を突かれて逃げられてしまった。
クレケンス・ルーナ
『月光三兄妹』の次兄。髪をオールバックにしている。少々粗暴な印象である。
プレーナ・ルーナ
『月光三兄妹』の末妹。何故か丸い眼鏡にエプロンドレスというメイドルックをしている。かなりのうっかり者である。
アブソリュートガーデン
キング級bioクラフト「アブソリュートガーデン（絶対の花園）」。bioクラフトの二つの組織「アミークス」と「グランディッツア」の裏にいたbioクラフトだが、10巻まで一部の者たちを除いてそのことは知られていなかった。
グレイテストソリチュード
キング級bioクラフト「グレイテストソリチュード（もっとも偉大な孤独）」。全てのbioクラフトたちの記憶を蓄積しており、彼ら自身が忘れてしまった記憶も保存している。
ロバート・ロング
地球人類とbioクラフトとの分離を主張する地球人側の組織「HELLO」の代表。7巻までは地球人類とbioクラフトの関係を分離させようとしていたが、イモータルヌーンとの会談後は方針を変換した。
大空大地
大空広大の父親でフリーのカメラマンをしており、十数年前から行方不明であった。8巻にて、必要に迫られてオネストホワールウィンドと契約した。10巻にて、ロバートの亡き父ウォレス・ロングからの依頼で地球人類とbioクラフトの関係性を調査していたが、結論としてbioクラフトと過去に契約した異星人たちが全て絶滅していることを突き止め、それでアミークスに協力していたことが判明した。11巻の終盤で面会した内山田王司に、広大の母親の名前が七海であることを告げた。
遠山則夫
桜子の祖父・弦蔵を交通事故死に追いやった不良グループのリーダー格の少年で、別の事件で警察に追われているところをルーク級bioクラフト「イーガーバンク」と契約して宇宙に逃亡した。性格は粗暴で年上や力のある者には卑屈になるが、年下や力の弱い者には居丈高になるという小心者である。

## 用語一覧
bio（ビオ）クラフト
宇宙船型の生命体。人間形態（ホロン体）と、宇宙船形態（bioクラフト形態）の二つの姿を持つ。大きく六つの階級に分かれており、チェスの駒に例えて上から順に『王（キング）』『女王（クィーン）』『僧侶（ビショップ）』『騎士（ナイト）』『城塞（ルーク）』『歩兵（ポーン）』という、地球人類が言い出した呼び方である。上位二つが『貴族（パトリシャン）』、下位四つが『市民（プレビシャン）』である。bioクラフト同士の名乗りでは市民階層の場合、装備するドリルの数を名乗る。
審判の四姉妹
bioクラフトたちの中でも特別な地位にある、ティラ、ティセ、ティル、ティオの姉妹。bioクラフト形態が『クレストン（露頭）』モード（いわゆる普通のbioクラフト形態）と、真の姿である『ジャッジメント（審判）』モード（大きさは内惑星軌道の直径ほど）の二つある。
ドリル
市民階層のbioクラフトが装備する、回転式次元衝角。
チェーンソー
下位のメリグナントクラフトが装備する、鋸歯状次元衝角。
サテライト
bioクラフトの分身とも言うべき存在。bioパートナーが操船する際のコントローラーとして機能する上、武器としても使える。通常、bioクラフトの形をそのまま模した『オービット（軌道）』モードと、杖にドリルが生えたような『ステーショナリー（常備）』モードの二つの形がある。
UNbAR
国連bioクラフト適合交流研究センターの略称。
契約
bioクラフトは通常、知的生命体と契約しなければ戦闘モードを取ることができない。
HELLO
人類及び地球解放連盟の略称。
アミークス
bioクラフトと地球人類との分離を主張するbioクラフトたちの組織。
グランディッツァ
地球人の間にネットワークを持ち、ペンデュラム財団のバックにいる組織。
量子ブラインド
bioクラフトは、姿を隠すために『内側からは外を認識することが出来るけど、外からは内側を認識することが出来ない』領域を展開することが可能で、これを量子ブラインドと呼称している。
アペンディックス
bioクラフトが所有する、様々な種類の知的生命体。
オーグメントクラフト
bioクラフトが自分たちを補助する為に使用する存在。
メリグナントクラフト
鋸歯状次元衝角を持つ宇宙船型の生命体。知的生命体と契約なしでも戦闘モードに移行できる。bioクラフトからは「文明の破壊者」と呼ばれている。

## 既刊一覧

### グロリアスドーン
- 庄司卓（著）・四季童子（イラスト）、『グロリアスドーン』 ホビージャパン〈HJ文庫〉、全12巻
  - 『グロリアスドーン1 少女は黎明に歌う』、2006年9月1日初版発行（同日発売[1]）、ISBN 4-89425-459-X
  - 『グロリアスドーン2 少女は夕暮れに遊ぶ』、2007年1月1日初版発行（同日発売[2]）、ISBN 978-4-89425-499-2
  - 『グロリアスドーン3 少女は宵闇に彷徨う』、2007年5月1日初版発行（同日発売[3]）、ISBN 978-4-89425-547-0
  - 『グロリアスドーン4 「ちゃぷちゃぷ?」』、2007年9月1日初版発行（同日発売[4]）、ISBN 978-4-89425-596-8
  - 『グロリアスドーン5 少女は閃光をまとう』、2008年2月1日初版発行（同日発売[5]）、ISBN 978-4-89425-656-9
  - 『グロリアスドーン6 少女は最果てにいざなう』、2008年7月1日初版発行（同日発売[6]）、ISBN 978-4-89425-716-0
  - 『グロリアスドーン7 少女は剣を振るう』、2008年10月1日初版発行（同日発売[7]）、ISBN 978-4-89425-767-2
  - 『グロリアスドーン8 少女は粉雪に踊る』、2009年2月1日初版発行（同日発売[8]）、ISBN 978-4-89425-817-4
  - 『グロリアスドーン9 ぐるぐる!』、2009年10月1日初版発行（同日発売[9]）、ISBN 978-4-89425-943-0
  - 『グロリアスドーン10 桜舞い散る空の上、』、2010年2月1日初版発行（同日発売[10]）、ISBN 978-4-89425-996-6
  - 『グロリアスドーン11 幾億の時を越え星を越え、』、2010年6月1日初版発行（同日発売[11]）、ISBN 978-4-7986-0068-0
  - 『グロリアスドーン12　出逢いの詩は静かに広がる』、2010年12月1日初版発行（同日発売[12]）、ISBN 978-4-7986-0153-3

### グロリアスドーン アイキャッチ
『キャラの!』連載作品に一部、書き下ろしを加えた短編集。
- 庄司卓（著）・四季童子（イラスト）、ホビージャパン〈HJ文庫〉、全2巻
  - 『グロリアスドーン アイキャッチ1 「今日のティセ子さん」』、2008年9月1日初版発行（同日発売[13]）、ISBN 978-4-89425-648-4
  - 『グロリアスドーン アイキャッチ2 「今日のラヴィーさん」』、2009年6月1日初版発行（同日発売[14]）、ISBN 978-4-89425-883-9